# 1977 Голяма награда на Япония
1977 Голяма награда на Япония е 2-рото за Голямата награда на Япония и седемнадесети кръг от сезон 1977 във Формула 1, провежда се на 23 октомври 1977 година на пистата Фуджи в Ояма, Япония.

## История на кръга
Отборите на Рено и Фитипалди Аутомотив пропускат това състезание като и двата отбора са в техните фабрики за допълнителна работа по болидите си. Хескет също пропускат кръга заради липса на болиди, след като Рупърт Кийгън и Иън Ашли унищожиха колите в Моспорт в различни инциденти. Лижие за първи път участват с два болида като назначават Жан-Пиер Жарие. Марч участват само с Алекс Рибейро, след като проблеми с визата попречи на Иън Шектър да пристигне заедно с отбора си в Япония. Така както е и в ГП на Япония през 1976, колоната е запълнена с трима местни пилоти. Норитаке Такахара и Казуйоши Хошино са зад волана на Коджима KE009. Последният от местните пилоти е 37-годишния Кунимитсу Такахаши, който е зад волана на Тирел 007 от 1976.

### Квалификация
Марио Андрети отново доминира квалификацията, регистрирайки най-добро време от 1:14.30 пред втория Джеймс Хънт, който постига времето си с болида на Йохен Мас. Въпреки проблеми с прегряването на неговия Брабам, Джон Уотсън се нареди трети пред Ханс-Йоахим Щук като за германеца това е последното му състезание за отбора. Жак Лафит постави Лижие-то на пета позиция пред Джоди Шектър, Карлос Ройтеман, Мас, Виторио Брамбила и Клей Регацони. Гунар Нилсон в последното си състезание за Лотус (и последно в кариерата преди да бъде диагнозиран с рак в началото на 1978) се класира 14-и като неговия Лотус е с цветовете на Империал Тобако (болидът на неговия съотборник е с цветовете на Джон Плеър Спешиълс).

### Състезание
За разлика от състезанието през 1976, времето е по-благосклонно към пилотите. Хънт поведе с добър старт, докато слабия старт на Андрети даде шанс на Шектър да мине пред Лотус-а, Мас и Регацони. Американецът се справи с Щук след края на първата обиколка, но в опита си да изпревари Лафит в началото на втората обиколка, Андрети е пратен в тревата и към мантинелите след контакт с французина. Една от гумите му удари Коджима-та на Такахара, което доведе и до неговото отпадане както и на Ханс Биндер в опита на австриеца да избегне отломките.
Хънт отвори преднина пред вече втория Мас, който изпревари трудното за каране Волф на Шектър в шестата обиколка. Уотсън също изпревари южно-африканеца с Регацони близо до тях. Инцидентът с Андрети свлече Лафит до девета позиция, преди да изпревари Съртис-а на Брамбила и да се доближи до Ройтеман. Съотборникът му Жарие прибра болида си в бокса с проблеми в двигателя. Зад тях обаче се случи тъжен инцидент. Жил Вилньов, който стартира състезанието от 20-а позиция пропусна точката на спиране и удари отзад Тирел-а на Рони Петерсон. От удара Ферари-то на канадеца се преобърна преди да се приземи зад предпазната ограда. Мястото където болида се приземи е препълнено с хора, които искат да видят състезанието по-отблизо. Фотограф и маршал са убити от преобърнатото Ферари, а Вилньов се отърва без контузия.
Щук влезе в бокса в 24-та обиколка, след като износи гумите си в опита си да задържи групата от пилоти зад себе си преди Ройтеман да го изпревари. Четири обиколки по-късно Мас загуби шанса си да финишира на подиума в последното си състезание за Макларън с повреда в двигателя. Уотсън го последва малко по-късно, след като скоростната му кутия се повреди. Това остави Шектър на втора позиция пред преследващия го Регацони. След много оспорвана битка помежду си, швейцареца взе второто място, преди да получи теч в маслото в 43-та обиколка и да принуди Клей да преустанови участието си. Ройтеман се придвижи на второ място, преди Лафит да изпревари аржентинеца четири обиколки по-късно. Нилсон също се придвижи напред до четвъртата позиция, под атаките на Алън Джоунс и Патрик Депайе. Шведът обаче е принуден да пропусне двамата в 58-ата обиколка, заради проблем по скоростната кутия. Състезанието поднесе и последната драма, когато Лафит остана без гориво в последната обиколка.
Хънт безпроблемно пресече финала за третата си победа за този сезон. Ройтеман завърши сезона си по добър начин с второ място пред Депайе, който изпревари Джоунс в последните обиколки. Лафит остана пети, след като остана без гориво пред Рикардо Патрезе, който донесе за Шадоу първите двойни точки с шесто място. Щук финишира седми, след Брамбила, Такахаши, Шектър, Хошино и Рибейро. Хънт и Ройтеман не присъстват на подиума след края на надпреварата, напускайки трасето по-рано и оставяйки Депайе сам на рострума, преди да бъде придружен от неговия инженер.

## Класиране
| Поз | No | Пилот              | Конструктор       | Обиколки | Време/Отпадане | Място | Точки |
| --- | -- | ------------------ | ----------------- | -------- | -------------- | ----- | ----- |
| 1   | 1  | Джеймс Хънт        | Макларън-Форд     | 73       | 1:31:51.68     | 2     | 9     |
| 2   | 12 | Карлос Ройтеман    | Ферари            | 73       | +1:02.45       | 7     | 6     |
| 3   | 4  | Патрик Депайе      | Тирел-Форд        | 73       | +1:06.39       | 15    | 4     |
| 4   | 17 | Алън Джоунс        | Шадоу-Форд        | 73       | +1:06.61       | 12    | 3     |
| 5   | 26 | Жак Лафит          | Лижие-Матра       | 72       | Без гориво     | 5     | 2     |
| 6   | 16 | Рикардо Патрезе    | Шадоу-Форд        | 72       | +1 Об.         | 13    | 1     |
| 7   | 8  | Ханс-Йоахим Щук    | Брабам-Алфа Ромео | 72       | +1 Об.         | 4     |       |
| 8   | 19 | Виторио Брамбила   | Съртис-Форд       | 71       | +2 Об.         | 9     |       |
| 9   | 50 | Кунимитсу Такахаши | Тирел-Форд        | 71       | +2 Об.         | 22    |       |
| 10  | 20 | Джоди Шектър       | Волф-Форд         | 71       | +2 Об.         | 6     |       |
| 11  | 52 | Казуйоши Хошино    | Коджима-Форд      | 71       | +2 Об.         | 11    |       |
| 12  | 9  | Алекс Рибейро      | Марч-Форд         | 69       | +4 Об.         | 23    |       |
| Отп | 6  | Гунар Нилсон       | Лотус-Форд        | 63       | Ск.кутия       | 14    |       |
| Отп | 22 | Клей Регацони      | Инсайн-Форд       | 43       | Двигател       | 10    |       |
| Отп | 7  | Джон Уотсън        | Брабам-Алфа Ромео | 29       | Ск.кутия       | 3     |       |
| Отп | 2  | Йохен Мас          | Макларън-Форд     | 28       | Двигател       | 8     |       |
| Отп | 23 | Патрик Тамбе       | Инсайн-Форд       | 14       | Двигател       | 16    |       |
| Отп | 3  | Рони Петерсон      | Тирел-Форд        | 5        | Инцидент       | 18    |       |
| Отп | 11 | Жил Вилньов        | Ферари            | 5        | Инцидент       | 20    |       |
| Отп | 27 | Жан-Пиер Жарие     | Лижие-Матра       | 3        | Двигател       | 17    |       |
| Отп | 5  | Марио Андрети      | Лотус-Форд        | 1        | Сблъсък        | 1     |       |
| Отп | 51 | Норитаке Такахара  | Коджима-Форд      | 1        | Сблъсък        | 19    |       |
| Отп | 18 | Ханс Биндер        | Съртис-Форд       | 1        | Сблъсък        | 21    |       |

## Класиране след състезанието
| Поз | Пилот           | Точки |
| --- | --------------- | ----- |
| 1   | Ники Лауда      | 72    |
| 2   | Джоди Шектър    | 55    |
| 3   | Марио Андрети   | 47    |
| 4   | Карлос Ройтеман | 42    |
| 5   | Джеймс Хънт     | 40    |
| 6   | Йохен Мас       | 25    |
| 7   | Алън Джоунс     | 22    |
| 8   | Патрик Депайе   | 20    |
| 9   | Гунар Нилсон    | 20    |
| 10  | Жак Лафит       | 18    |

| Поз | Конструктор       | Точки   |
| --- | ----------------- | ------- |
| 1   | Ферари            | 95 (97) |
| 2   | Лотус-Форд        | 62      |
| 3   | Макларън-Форд     | 60      |
| 4   | Волф-Форд         | 55      |
| 5   | Брабам-Алфа Ромео | 27      |
| 6   | Тирел-Форд        | 27      |
| 7   | Шадоу-Форд        | 23      |
| 8   | Лижие-Матра       | 18      |
| 9   | Фитипалди-Форд    | 11      |
| 10  | Инсайн-Форд       | 10      |